# Susie Cave
Susie Cave (de soltera Bick; nacida el 16 de septiembre de 1966) es una diseñadora de moda, empresaria, ex modelo y actriz inglesa. Fue cofundadora de la marca de moda The Vampire's Wife junto con Alex Adamson.

## Primeros años
Susie Bick, de padre diplomático, nació en Cheshire, Inglaterra y pasó su infancia en Malaui y Nigeria. Se escapó del internado en el que estudiaba a los 14 años.

## Trayectoria como modelo
Bick fue descubierta por el fotógrafo Steven Meisel en un vuelo a Nueva York cuando tenía 14 años.
Trabajó como modelo para Yohji Yamamoto, Christian Dior, Nina Ricci, perfumes Tuscany, Versace e Yves Saint Laurent. Apareció en las portadas de las revistas Glamour, Harper's Baazar, Elle y iD. Trabajó como modelo para Vivienne Westwood durante diez años.
Fue la modelo de portada del álbum Phantasmagoria del grupo The Damned de 1985, fotografiada por Bob Carlos Clarke.
Susie Bick abandonó su carrera como modelo cuando conoció al cantante Nick Cave en 1997.

## The Vampire's Wife
En 2014, Susie Cave cofundó la marca de moda The Vampire's Wife junto con Alex Adamson. 
El 'Falconetti' fue considerado el "vestido de la década" por Vogue. The Vampire's Wife ha sido descrita como una marca de culto. Entre las celebridades que han usado esta marca se incluyen Catherine, Princesa de Gales, la Princesa Beatriz, la Princesa Sofía, Duquesa de Varmland, Kate Moss, Keira Knightley, Florence Welch, Maya Rudolph, Sienna Miller, Ruth Negga, Kirsten Dunst, Alexa Chung, Daisy Lowe, Jenna Coleman, Thandiwe Newton, Zawe Ashton, Rachel Weisz, Margot Robbie, Jennifer Aniston, y Jodie Comer.
En 2024, tras el colapso de Matchesfashion, uno de sus mayores distribuidores, la marca cerró.

## Vida personal
Bick conoció al músico australiano Nick Cave en 1997 y se casaron en 1999. Sus hijos gemelos, Arthur y Earl, nacieron en Londres en el año 2000 y se criaron en Brighton.
En 2013, apareció en la portada del álbum de Cave Push the Sky Away . 
El 14 de julio de 2015, cuando tenía solamente 15 años, Arthur Cave se cayó de un acantilado en Ovingdean, cerca de Brighton, y murió a causa de las heridas causadas. Una investigación descubrió que Arthur había tomado LSD antes de la caída y el forense dictaminó que su muerte fue un accident. El efecto de la muerte de Arthur en la familia Cave fue explorado en el documental de 2016 One More Time with Feeling.

## Filmografía
| Año  | Título                                                   | Papel         | Notas                                 | Director/a                    | Ref.         |
| ---- | -------------------------------------------------------- | ------------- | ------------------------------------- | ----------------------------- | ------------ |
| 1992 | Inferno                                                  |               | Telefilme                             | Ellen von Unwerth             |              |
| 1994 | Princess Caraboo                                         |               | No acreditada                         | Michael Austin                |              |
| 1994 | Prêt-à-Porter                                            | Susie Bick    | No acreditada                         | Robert Altman                 | [ 2 ] [ 18 ] |
| 1995 | Flirt                                                    | Model         |                                       | Hal Hartley                   | [ 18 ]       |
| 1997 | Sex & Chocolate                                          | Catwalk model | Telefilme                             | Gavin Millar                  |              |
| 1998 | Love Is the Devil: Study for a Portrait of Francis Bacon | Casino        | Telefilme, acreditada como Suzie Bick | John Maybury                  | [ 18 ]       |
| 1999 | Mad Cows                                                 | Sputnick      |                                       | Sara Sugarman                 | [ 18 ]       |
| 2011 | Submission                                               | Black belt    | Corto                                 | Martina Amati                 |              |
| 2014 | 20,000 Days on Earth                                     | Herself       | Película documental                   | Iain Forsyth and Jane Pollard | [ 18 ]       |
| 2016 | One More Time with Feeling                               | Herself       | Película documental                   | Andrew Dominik                | [ 18 ]       |